# 红小兵
红小兵是中国大陆在文化大革命时期在小学和中学的一个广泛的群众性学生组织。

## 历史
1966年，文化大革命开始。在中学和大学，红卫兵作为一个新兴的学生组织迅速蔓延开来。
1967年2月4日，中共中央发布《关于小学无产阶级文化大革命的通知（草案）》，提出小学是文化大革命的“一条重要战线”，并确认“小学生可以组织红小兵”，引导在小学中用红小兵取代中国少年先锋队。12月22日，中共中央、中央文革批转一篇关于北京香厂路小学建立红小兵组织的材料。不久后，少先队组织正式被“红小兵团”取代，而香厂路小学成为了红小兵组织的发源地和样板。
各地红小兵参加了“停课闹革命”、批斗教师、学雷锋等活动。他们还常常手举毛主席语录牌，唱着革命歌曲，排着队上学去。由于年龄所限，红小兵对社会的冲击远比红卫兵小。大多数年龄较大的红小兵，后来逐渐加入了红卫兵。
红小兵的标志开始时并不统一，比较常见的是一个佩戴在左上臂的写着“红小兵”三个字的菱形臂章；也有的地方是与红卫兵标志类似的红底袖标，上面以黄色书写“红小兵”三字。1970年开始，随着各地中小学基本学习秩序的恢复，红小兵的标志逐渐恢复为红领巾；校内组织也不再以军事化的“连、排、班”为称谓，而是以“大队、中队、小队”为称谓。

## 恢复
1978年10月27日，中国共产主义青年团第十次全国代表大会第一次中央委员全体会议通过了《共青团十届一中全会关于恢复中国少年先锋队名称的决议》、《共青团十届一中全会关于中国少年先锋队队歌的决定》和《中国少年先锋队章程》，红小兵组织恢复为中国少年先锋队。